# 칠선녀

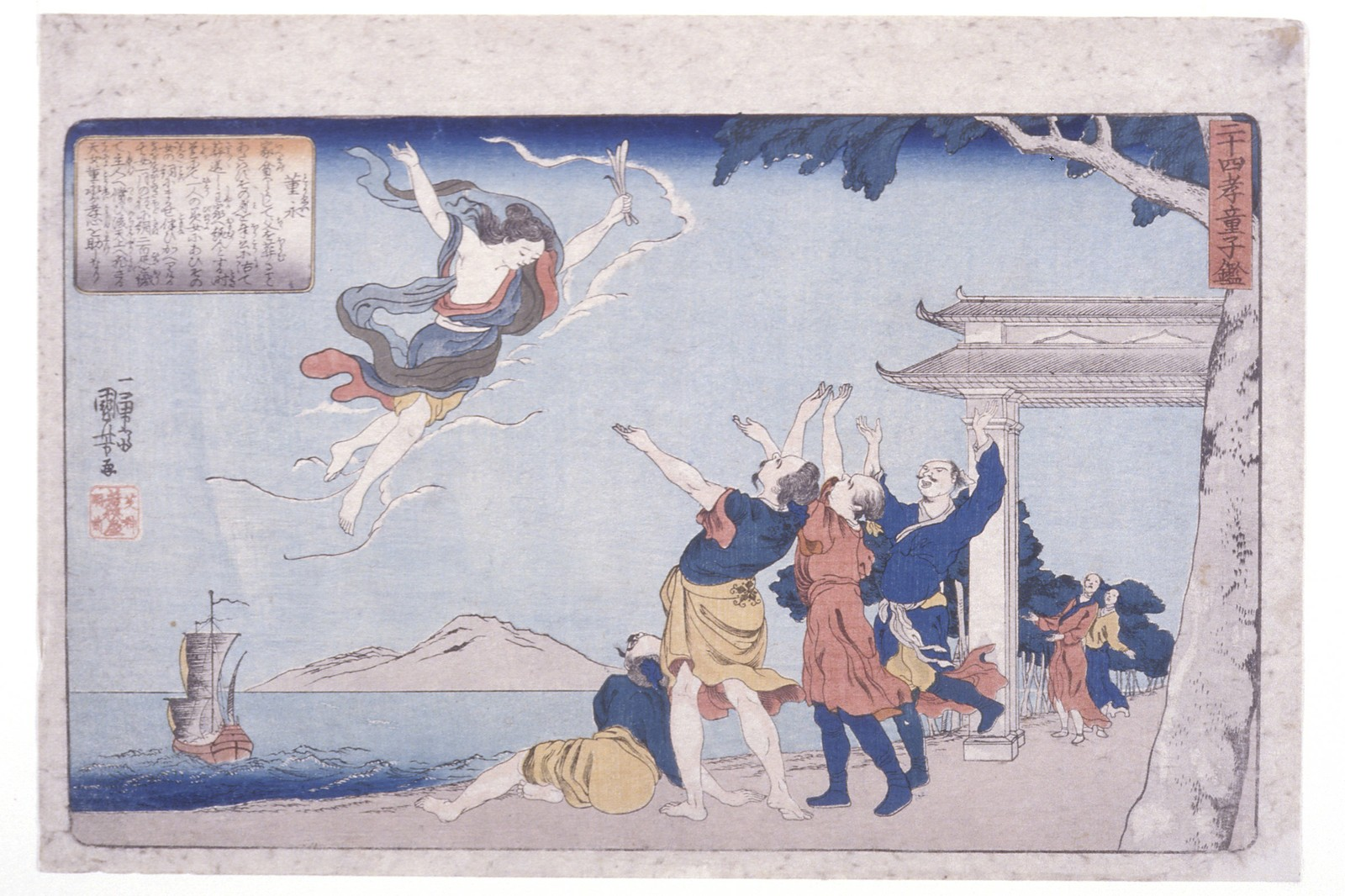

칠선녀(七仙女)는 중국 신화에 등장하는 일곱 명의 선녀 자매이다. 옥황상제와 서왕모의 일곱 명의 딸이다. 일곱 명의 자매의 말매도 가리키는 경우가 있다.
「칠의선녀(七衣仙女)」, 「칠선고(七仙姑)」나 「칠선아(七仙娥)」 등 별명이 있다.

## 문헌으로의 기술
「서유기」에 기술이 있어, 서왕모가 천계의 요지안에 신들의 연회 「반도회」를 설연하고, 즉인가의 홍의선녀·청의선녀·소의선녀·의선녀·자의선녀·황의선녀·녹의선녀가 파견되어 반도원에 선도를 채집한다. 반도회에서는 거문고를 연주하거나 연무도 가성도 모두 연출을 맡는다. 실은 옥황상제와 서왕모의 일곱 명의 딸을 말하지 않지만, 서왕모의 시녀들이 역할. 또, 제72회부터 반실동에 둥지를 트는 일곱 명의 거미의 여요로 하는데 대응하고 있다.
「견우직녀」에 기술이 있어, 7월 7일에 무지개의 구름이 감돌아, 일곱 명의 선녀가 인간의 강의 옆에 내리고, 깃옷을 벗고 수영을 시킨, 그 때, 우낭이 7번째의 선녀(직녀)의 보라색 깃옷을 훔쳐, 구혼을 했다.
「천선배」에 기술이 있어, 옥황상제와 왕모녀들의 제7의 딸을 인간계에 오고, 동영을 돕기로 한다. 그 후, 동영과 나며가 서로 사귀고 사랑한다. 중국 현대 드라마 「환천희지칠선녀」 등은 무지개의 칠색(홍·등· 황·녹·청·남·자)의 각 일색씩 명명(대선녀·홍색선녀, 이선녀·등색선녀, 삼선녀·황색선녀, 사선녀·녹색선녀, 오선녀·청색선녀, 육선녀·남색선녀, 칠선녀·보라색선녀)했다는 설도 있어, 각 선녀는 각자의 이미지 색을 상징하는 호신보석·영석(석류석, 등류리, 황수정, 초록보석, 청금석, 해람석, 자수정)을 가지고 있다.
「잠자는 숲속의 미녀」페로판에 기술이 있어, 일곱 명의 선녀가 왕녀의 탄생을 축복했다.

## 같이 보기
- 천선배
- 견우직녀